# Acronicta vinnula
Acronicta vinnula är en fjärilsart som beskrevs av Augustus Radcliffe Grote 1864. Acronicta vinnula ingår i släktet Acronicta och familjen nattflyn. Inga underarter finns listade i Catalogue of Life.

## Bildgalleri

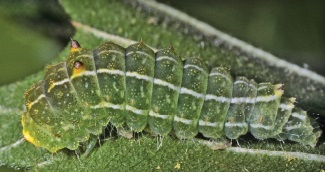